# Tournefortia pedicellata
Tournefortia pedicellata là loài thực vật có hoa trong họ Mồ hôi. Loài này được Nash,D. miêu tả khoa học đầu tiên.